# Justin Hurwitz
Justin Gabriel Hurwitz (Los Angeles, 1985. január 22. –) kétszeres Oscar- és négyszeres Golden Globe-díjas amerikai filmzeneszerző. Legismertebb munkája a Kaliforniai álom (La La Land) című filmmusical, amiért 31 évesen két Oscar-díjat nyert a legjobb eredeti filmzene és a legjobb eredeti dal kategóriákban 2016-ban.

## Élete

### Fiatalkora, tanulmányai
Los Angelesben született, Ken Hurwitz író és Gail (Halabé) Hurwitz balett-táncos gyermekeként, 1985-ben. Zsidó családban nevelkedett.  
A család 1998-ban a dél-kaliforniai Milwaukee városába költözött és Hurwitz itt végezte el középiskolai tanulmányait. 2003-ban a Harvard Egyetemen kezdett el zeneszerzést tanulni. Egyetemi évei alatt ismerkedett meg szobatársával Damien Chazelle filmrendezővel, akivel azóta is töretlen barátságot ápol. Testvére Hanna Hurwitz, aki klasszikus hegedűművész.

### Karrierje
Az egyetem elvégzése után, először Hurwitz majd Chazelle is Los Angelesbe költözött azzal a szándékkal, hogy filmeket készítsenek. Hurwitz eleinte forgatókönyveket írt a The Leauge amerikai televíziós sorozat hét epizódjához és A Simpson család egyik részéhez. Chazelle első filmes próbálkozásához, a Guy and Madeline on a Park Bench című zenés drámájához, Hurwitzot kérte fel, hogy komponáljon zenét. A film és a sorozat sikerének köszönhetően, sikerült finanszírozást szerezniük a következő együttműködésre, a 2014-ben készült Whiplash című filmhez, melynek zenéjét Hurwitz szerezte. A Whiplash sikere nyomán sikerült megfelelő (30 millió dolláros) költségvetést szerezniük a Kaliforniai álom elkészüléséhez. A film megtérülésének legnagyobb rizikója éppen a zenéje volt, ugyanis a rendező nem kívánt engedni abból, hogy a férfi főszereplő dzsessz-zenész legyen.  Végül a film egyik legfőbb kuriózuma éppen a zenéje lett, melyért Hurwitz két Oscar szobrot is átvehetett. Hurwitz és Chazelle kooperációjának következő alkotása, a 2018-ban bemutatott Az első ember című dráma, Neil Armstrong életéről. A film, a legjobb eredeti filmzenének járó kategóriában, 2019-ben Hurwitz Golden Globe-díjat kapott.

## Filmzenéi
- Guy and Madeline on a Park Bench (2009)
- Whiplash (2014)
- Kaliforniai álom (2016)
- Az első ember (2018)
- Babylon (2022)

## Legfontosabb díjak, elismerések
- 2023 - Golden Globe-díj - a legjobb eredeti filmzene (Babylon)
- 2019 - Golden Globe-díj - a legjobb eredeti filmzene (Az első ember)
- 2017 - Oscar-díj - a legjobb eredeti filmzene (Kaliforniai álom)
- 2017 - Oscar-díj - a legjobb eredeti filmdal (Kaliforniai álom) - "City of Stars"
- 2017 - Golden Globe-díj - a legjobb eredeti filmzene (Kaliforniai álom)
- 2017 - Golden Globe-díj - a legjobb eredeti filmdal (Kaliforniai álom) - "City of Stars"